# Lego Gwiezdne wojny: Świąteczna przygoda
Lego Gwiezdne wojny: Świąteczna przygoda (oryg. Lego Star Wars Holiday Special) – krótkometrażowy film z serii Lego, osadzony w świecie Gwiezdnych wojen. Inspirowany był filmem Star Wars Holiday Special z 1978 roku. Za reżyserię odpowiada Ken Cunningham, a scenariusz napisał David Shayne. W głównych rolach wystąpili Kelly Marie Tran, Anthony Daniels, Tom Kane, Dee Bradley Baker, Matt Lanter, James Arnold Taylor i Billy Dee Williams. Produkcja zadebiutowała 17 listopada 2020 roku na platformie Disney+. Nie należy do kanonu Gwiezdnych wojen.

## Fabuła
Po wydarzeniach z filmu Gwiezdne wojny: Skywalker. Odrodzenie, Finn, Poe, Rose i Chewbacca przygotowują się do obchodów Dnia Życia. Rey postanawia wyruszyć w nową przygodę z BB-8, aby zdobyć głębszą wiedzę na temat Mocy. W tajemniczej Świątyni Jedi przeżywa różne przygody, podróżując przez najpopularniejsze momenty w historii Gwiezdnych wojen, stykając się z Lukiem Skywalkerem, Darthem Vaderem, Yodą, Obi-Wanem Kenobim i innymi ikonicznymi bohaterami i złoczyńcami ze wszystkich dziewięciu filmów sagi Skywalkerów.

## Obsada
- Kelly Marie Tran jako Rose[4]
- Anthony Daniels jako C-3PO[4]
- Tom Kane jako Yoda, Qui-Gon Jinn[4]
- Dee Bradley Baker jako szturmowcy[4]
- Matt Lanter jako Anakin Skywalker[4]
- James Arnold Taylor jako Obi-Wan Kenobi[4]
- Billy Dee Williams jako Lando Calrissian[4]

Wersja polska:
- Paulina Komenda jako Rose
- Grzegorz Wons jako C-3PO
- Mariusz Czajka jako Yoda
- Zbigniew Dziduch jako Qui-Gon Jinn
- Igor Obłoza jako Anakin Skywalker
- Mirosław Wieprzewski jako Lando Calrissian

Ponadto w filmie wystąpili: Helen Sadler jako Rey, Jake Green jako Poe Dameron, Omar Miller jako Finn, Trevor Devall jako Imperator Palpatine, Matthew Wood jako Kylo Ren, Matt Sloan jako Darth Vader, Eric Bauza jako Luke Skywalker, Grey DeLisle-Griffin jako Maz Kanata, Ben Prendergast jako Darth Maul, AJ Locascio jako Han Solo.

## Produkcja
Film wyprodukowała wytwórnia Atomic Cartoons, a producentami wykonawczymi byli Jason Cosler, Jacqui Lopez, Keith Malone, Josh Rimes, James Waugh, Jill Wilfert i David Shayne. Ostatni z nich był również scenarzystą. Za reżyserię odpowiadał Ken Cunningham. Głos pod niektóre postaci podłożyli aktorzy, którzy wcielali się w nie w sadze Skywalkerów, m.in. Daniels, Williams, Taylor, Kane i Tran. Nad dźwiękiem pracowali Matthew Wood oraz David W. Collins. Muzykę do filmu skomponował Michael Kramer. Wykorzystano też motywy z poprzednich filmów, autorstwa Johna Williamsa. Leland Chee ułożył tekst do piosenki „Joh Blastoh”.

## Wydanie
Film został wydany 17 listopada 2020 na platformie Disney+.

### Odbiór
Film spotkał się z głównie pozytywną reakcją krytyków. W serwisie Rotten Tomatoes 73% z 56 recenzji uznano za pozytywne, a średnia ocen wystawionych na ich podstawie wyniosła 7,3/10. Na agregatorze Metacritic średnia ważona ocen z 9 recenzji wyniosła 65 punktów na 100.